# Thomas Butler (6e vicomte Ikerrin)
Pour les articles homonymes, voir Thomas Butler et Butler.
Thomas Butler, 6e vicomte Ikerrin (1683 - 7 mars 1719) est un noble irlandais.

## Biographie
Il est né à Kilkenny, en Irlande, de James Butler, 3e vicomte Ikerrin et Eleanor Redman, fille du colonel Daniel Redman, de Ballylinch, comté de Kilkenny. Il est un descendant de John Butler de Clonamicklon. Thomas est membre du clergé et aumônier général de l'armée en Flandre. Son frère aîné Pierce Butler (4e vicomte Ikerrin), général de brigade dans l'armée, meurt en 1711, laissant un jeune fils, James, qui devient 5e vicomte mais meurt jeune, à la suite de quoi Thomas lui succède.

## Famille
Il épouse Margaret Hamilton, fille de James Hamilton, de Bangor, comté de Down et Sophia Mordaunt.
- James Butler, 7e vicomte Ikerrin (1714 - 20 octobre 1721), décédé à l'âge de sept ans
- Somerset Butler (1er comte de Carrick) (6 septembre 1718 - 15 avril 1774), également le 8e vicomte Ikerrin, marié à Lady Juliana Boyle.